# Ronnie Wallwork
Ronnie Wallwork, właśc. Ronald Wallwork (ur. 10 września 1977 w Manchesterze) – angielski piłkarz występujący na pozycji defensywnego lub środkowego pomocnika. Były reprezentant Anglii U-20, karierę rozpoczął w Manchesterze United, gdzie zadebiutował w oficjalnym meczu w 1997. W klubie nie występował regularnie, dlatego też był wypożyczany do Carlisle United i Stockport County. Podczas pobytu na wypożyczeniu w Royal Antwerp został zawieszony za atak na belgijskiego sędziego, lecz kara po pewnym czasie została złagodzona.
W 2002 Wallwork podpisał kontrakt z West Bromwich Albion. W 2005 został uznany za najlepszego gracza sezonu w klubie. Nie miał pewnego miejsca w składzie, z tego powodu przebywał na wypożyczeniach w Bradford City, Barnsley i Huddersfield Town. Pobyt w Barnsley został skrócony z powodu awantury w nocnym klubie, w wyniku której Wallwork został ugodzony nożem, przez co pauzował ponad dwa miesiące. W styczniu 2008 przeszedł do Sheffield Wednesday, jednak po czterech miesiącach został zwolniony. W 2011 roku Ronnie Wallwork został skazany na 15 miesięcy pozbawienia wolności za rozmontowywanie kradzionych samochodów na części, a następnie handel nimi na czarnym rynku.

## Kariera piłkarska

### Manchester United
Urodzony w Manchesterze w dzielnicy Newton Heath, jako nastolatek uczęszczał do The Football Association's School of Excellence w Lilleshall. Jako zagorzały kibic Manchester United dołączył do klubu jako praktykant w 1993, przedtem występował w lidze niedzielnej. W lipcu 1994 podpisał amatorski kontrakt, zaś rok później, w marcu 1995 złożył podpis pod profesjonalną umową. Stał się podstawowym zawodnikiem drużyn juniorskich, w latach 1994–1997 wystąpił w 77 spotkaniach w różnych kategoriach wiekowych. Pomógł zespołowi zwyciężyć w rozgrywkach o Młodzieżowy Puchar Anglii w 1995 i został uznany w klubie za najlepszego Młodego Piłkarza Roku w 1996. W lecie 1997 reprezentował Anglię U-20 na Młodzieżowych Mistrzostwach Świata w Malezji, gdzie wystąpił w czterech spotkaniach. Anglia wygrała wszystkie trzy mecze grupowe, jednak w 1/16 finału odpadła po porażce z Argentyną.
Wraz z rozpoczęciem sezonu 1997/1998 zaczął regularnie występować w rezerwach klubu, a 25 października 1997 zadebiutował w pierwszej drużynie zmieniając w 64. minucie Gary'ego Pallistera w wygranym 7-0 meczu z Barnsley. Po zakończeniu sezonu, Wallwork został dwukrotnie wypożyczany do innych drużyn: najpierw do Carlisle United, gdzie zdobył swoją pierwszą bramkę w oficjalnym meczu, a następnie do Stockport County. W trakcie rozgrywek przystał na wypożyczenie do Royal Antwerp, z którym wywalczył miejsce w barażach, jednak drużyna ostatecznie nie zdołała awansować do pierwszej ligi, przegrywając z La Louvière. Po meczu Wallwork chwycił za gardło sędziego Amanda Anciona, za co został ukarany odsunięciem od profesjonalnego futbolu. Ukarano także innego gracza wypożyczonego z Manchesteru United, Danny'ego Higginbothama, który również wziął udział w zajściu. Belgijski sąd zredukował karę do trzech lat w zawieszeniu na dwa, zaś Higginbotham mógł powrócić do gry po czterech miesiącach absencji. Z początku kara miała zasięg międzynarodowy, jednak przez ostatnie dwanaście miesięcy obowiązywała wyłącznie na terenie Belgii.
W sezonie 1999/2000 Wallwork poczynił postępy, reprezentując barwy klubu w siedmiu meczach, najczęściej występując na pozycji defensywnego pomocnika. W kolejnych rozgrywkach rozegrał wystarczającą ilość spotkań umożliwiającą mu odebranie medalu za zwycięstwo zespołu w Premier League. Mimo to, wraz z przejściem do klubu obrońcy Laurenta Blanca i pomocnika Juana Sebastiána Veróna jego pozycja w drużynie została zagrożona. Ostatni występ w zespole zaliczył 26 stycznia 2002 w meczu czwartej rundy Pucharu Anglii z Middlesbrough, podczas którego został zmieniony w 66. minucie przez Ryana Giggsa. W czasie siedmiu lat spędzonych w klubie zdołał wystąpić w 28 spotkaniach, a w lecie 2002 jego umowa z klubem nie została przedłużona.

### West Bromwich Albion
W lipcu 2002 Wallwork dołączył do West Bromwich Albion na zasadzie prawa Bosmana, będąc zarazem pierwszym transferem dokonanym przez klub po awansie do Premier League. Szkoleniowiec Manchesteru United Sir Alex Ferguson określił jego przejście do West Bromwich "najlepszym darmowym transferem lata". Przed startem sezonu, Wallwork i reszta drużyny próbowali wynegocjować od zarządu podwyższenie premii. Jak stwierdził jego agent, zawodnik był "zszokowany i poruszony" perspektywą redukcji wysokości premii o 80% w porównaniu z tymi oferowanymi mu przez odchodzący zarząd. 24 sierpnia 2002 Wallwork zadebiutował w zespole wchodząc na boisko jako rezerwowy w przegranym 1:3 domowym spotkaniu z Leeds United, w całym sezonie na murawie pojawił się w 27 z 38 meczów Premier League rozegranych przez West Bromwich. Po śmierci matki piłkarza w lutym 2003, cała drużyna w meczu z Boltonem Wanderers wystąpiła z czarnymi opaskami na ramionach. Z czasem Wallwork zaczął tracić miejsce w wyjściowym składzie, przez co w sezonie 2003/2004 rozegrał pięć ligowych spotkań. W styczniu 2004 dołączył na zasadzie miesięcznego wypożyczenia z opcją przedłużenia do Bradford City, gdzie zdobył bramki w swoim pierwszym oraz ostatnim meczu w barwach klubu. West Bromwich odmówiło przedłużenia wypożyczenia, ze względu na sytuację finansową w Bradford, który był na krawędzi bankructwa. Wkrótce Bradford ponownie wypożyczyło zawodnika na kolejne dwa miesiące, a Wallwork podczas całego pobytu w klubie wystąpił w siedmiu meczach, w których zdobył cztery bramki. Źródła swojej nowo odkrytej dyspozycji strzeleckiej doszukiwał się w poleceniach taktycznych trenera Bryana Robsona, który kazał mu angażować się w grę w ofensywie, inaczej niż w jego poprzednim klubie, West Bromwich Albion. W meczu z Rotherham United złamał palec u nogi, przez co musiał pauzować sześć tygodni. Podczas gdy Wallwork leczył kontuzję, West Bromwich zapewniło sobie awans z drugiego miejsca do Premier League.
Po powrocie klubu do Premiership, menedżer Gary Megson coraz rzadziej wystawiał Wallworka w pierwszym składzie. Bądź co bądź, kiedy Bryan Robson zastąpił Megsona w roli trenera Bradford w listopadzie 2004, Wallwork stał się integralną częścią zespołu. Robson nazwał Anglika "inteligentnym zawodnikiem", który potrafi "usiąść, podać piłkę i zmienić obraz gry". Wallwork powrócił do zespołu w następnym miesiącu i regularnie występował w drugiej połowie sezonu, strzelając również swoją pierwszą bramkę w barwach klubu w wygranym 2:0 spotkaniu z Manchesterem City, 22 stycznia 2005. Klub uniknął spadku z ligi, wygrywając w ostatnim meczu sezonu z Portsmouth. Stał się zarazem pierwszą drużyną w historii Premier League, która uniknęła spadku zajmując jeszcze pod koniec grudnia ostatnie miejsce w tabeli. W zasługi za dobrą grę, Wallwork został uznany w klubie Graczem Roku. W maju 2005 podpisał nowy, dwuletni kontrakt.
W następnym sezonie Wallwork wystąpił w 31 z 38 ligowych spotkań, ale nie zdołał pomóc drużynie utrzymać się w Premier League. Niemniej jednak, zgodził się w sierpniu 2006 podpisać nową umowę, wiążącą go z klubem przez dwa kolejne lata. Pozostał członkiem pierwszego zespołu w początkowej fazie sezonu 2006-07, ale po tym, jak w październiku miejsce Robsona zajął Tony Mowbray, Wallwork zagrał w barwach klubu już tylko raz. Mowbray nazwał go "pełnym profesjonalistą", jednak do wyjściowego składu preferował innych pomocników, ponadto zmienił pozycję na boisku Jonathana Greeninga na środkowego pomocnika, która to dotychczas przypadała Wallworkowi. Chcąc regularnie występować w pierwszym zespole, 22 listopada 2006 Anglik przystał na wypożyczenie do Barnsley.
30 listopada Wallwork wychodząc ze swoją dziewczyną Amy Broadbent z nocnego klubu w Manchesterze, został zaatakowany przez byłego partnera Broadbent, Roberta Rimmera. Ten siedmiokrotnie ugodził piłkarza w rękę, plecy oraz brzuch. Po dotarciu do szpitala stwierdzono, że stan rannego jest stabilny i nie ma zagrożenia życia. Po przeprowadzonym śledztwie policja stwierdziła, że atak był zamierzony. Niedługo potem określiła 20-letniego Rimmera głównym winowajcą i zaapelowała do niego o nawiązanie kontaktu. Rimmer zgłosił się do komisariatu w Manchesterze i 7 grudnia 2006 został aresztowany. W grudniu 2007 Rimmer został skazany na pięć i pół roku pozbawienia wolności za dokonanie ciężkiej krzywdy cielesnej. Przyjaciel Rimmera, Charles Ebbrell, trafił do aresztu za współudział w ataku. Zawodnik otrzymał wiele wyrazów wsparcia od kibiców, piłkarzy i trenerów. 10 grudnia 2006 Wallwork został wypisany ze szpitala, a tego samego dnia odbył się mecz ligowy pomiędzy West Bromwich i Barnsley, podczas którego kibice Barnsley wywiesili transparent z napisem "Zdrowiej szybko, Ronnie". Pod koniec stycznia powrócił do lekkich treningów, a pierwszy mecz po przerwie rozegrał 21 lutego 2007 przebywając pełne 90 minut w spotkaniu rezerw pomiędzy West Bromwich i Walsall.
27 września 2007 został wypożyczony do Huddersfield Town, gdzie spotkał się z trenerem Andym Ritchiem, z którym sezon wcześniej pracował podczas gry w Barnsley. Jego debiut w klubie miał miejsce 29 września w wygranym 2:0 spotkaniu z Luton Town. 20 października zdobył swojego pierwszego gola dla zespołu w meczu z Oldham Athletic, zakończonym remisem 1:1. Wypożyczenie wydłużyło się o kolejny miesiąc. Otrzymał zgodę od West Bromwich na reprezentowanie Huddersfield 10 listopada w meczu pierwszej rundy Pucharu Anglii przeciwko Accrington Stanley. Wypożyczenie zostało przedłużone do 29 grudnia, zaś po jego upłynięciu zawodnik powrócił do West Bromwich.

### Sheffield Wednesday
11 stycznia 2008 na zasadzie wolnego transferu przeszedł do Sheffield Wednesday. Zadebiutował w zespole następnego dnia w przegranym 0:1 spotkaniu z Cardiff City, zastępując w drugiej połowie Steve'a Watsona. Wraz z przejściem do klubu Adama Boldera stracił miejsce w składzie, i chociaż wszedł wcześnie na zmianę w spotkaniu z Charlton Athletic rozegranym 12 lutego 2008, w następnym miesiącu tylko raz pojawił się na murawie, w wygranej 2:1 potyczce z Queens Park Rangers. Ogółem w barwach klubu wystąpił siedmiokrotnie, a 14 maja 2008 rozwiązano z zawodnikiem kontrakt. W sierpniu 2008 trenował ze swoim byłym zespołem, Carlisle United.

## Statystyki kariery
Ostatnio aktualizowane 14 maja 2008
| Klub                             | Sezon     | Liga | Liga | Puchar Anglii | Puchar Anglii | Puchar Ligi | Puchar Ligi | Inne | Inne | Ogółem | Ogółem |
| Klub                             | Sezon     | Wys  | Gole | Wys           | Gole          | Wys         | Gole        | Wys  | Gole | Wys    | Gole   |
| -------------------------------- | --------- | ---- | ---- | ------------- | ------------- | ----------- | ----------- | ---- | ---- | ------ | ------ |
| Manchester United                | 1997–1998 | 1    | 0    | 0             | 0             | 0           | 0           | 0    | 0    | 1      | 0      |
| Manchester United                | 1998–1999 | 0    | 0    | 0             | 0             | 1           | 0           | 0    | 0    | 1      | 0      |
| Manchester United                | 1999–2000 | 5    | 0    | 0             | 0             | 1           | 0           | 1    | 0    | 7      | 0      |
| Manchester United                | 2000–2001 | 12   | 0    | 1             | 0             | 2           | 0           | 1    | 0    | 16     | 0      |
| Manchester United                | 2000–2001 | 1    | 0    | 1             | 0             | 1           | 0           | 0    | 0    | 3      | 0      |
| Manchester United                | Suma      | 19   | 0    | 2             | 0             | 5           | 0           | 2    | 0    | 28     | 0      |
| Carlisle United (wypożyczenie)   | 1997–1998 | 10   | 1    | 0             | 0             | 0           | 0           | 2    | 0    | 12     | 1      |
| Carlisle United (wypożyczenie)   | Suma      | 10   | 1    | 0             | 0             | 0           | 0           | 2    | 0    | 12     | 1      |
| Stockport County (wypożyczenie)  | 1997–1998 | 7    | 0    | 0             | 0             | 0           | 0           | 0    | 0    | 7      | 0      |
| Stockport County (wypożyczenie)  | Suma      | 7    | 0    | 0             | 0             | 0           | 0           | 0    | 0    | 7      | 0      |
| Royal Antwerp (wypożyczenie)     | 1998–1999 | 17   | 2    | 0             | 0             | 0           | 0           | 3    | 0    | 20     | 2      |
| Royal Antwerp (wypożyczenie)     | Suma      | 17   | 2    | 0             | 0             | 0           | 0           | 3    | 0    | 20     | 2      |
| West Bromwich Albion             | 2002–2003 | 27   | 0    | 2             | 0             | 1           | 0           | 0    | 0    | 30     | 0      |
| West Bromwich Albion             | 2003–2004 | 5    | 0    | 0             | 0             | 2           | 0           | 0    | 0    | 7      | 0      |
| West Bromwich Albion             | 2004–2005 | 20   | 1    | 3             | 0             | 0           | 0           | 0    | 0    | 23     | 1      |
| West Bromwich Albion             | 2005–2006 | 31   | 0    | 2             | 0             | 2           | 0           | 0    | 0    | 35     | 0      |
| West Bromwich Albion             | 2006–2007 | 10   | 1    | 0             | 0             | 2           | 1           | 0    | 0    | 12     | 2      |
| West Bromwich Albion             | 2007–2008 | 0    | 0    | 0             | 0             | 0           | 0           | 0    | 0    | 0      | 0      |
| West Bromwich Albion             | Suma      | 93   | 2    | 7             | 0             | 7           | 1           | 0    | 0    | 107    | 3      |
| Bradford City (wypożyczenie)     | 2003–2004 | 7    | 4    | 0             | 0             | 0           | 0           | 0    | 0    | 7      | 4      |
| Bradford City (wypożyczenie)     | Suma      | 7    | 4    | 0             | 0             | 0           | 0           | 0    | 0    | 7      | 4      |
| Barnsley (wypożyczenie)          | 2006–2007 | 2    | 0    | 0             | 0             | 0           | 0           | 0    | 0    | 2      | 0      |
| Barnsley (wypożyczenie)          | Suma      | 2    | 0    | 0             | 0             | 0           | 0           | 0    | 0    | 2      | 0      |
| Huddersfield Town (wypożyczenie) | 2007–2008 | 16   | 3    | 2             | 0             | 0           | 0           | 0    | 0    | 18     | 3      |
| Huddersfield Town (wypożyczenie) | Suma      | 16   | 3    | 2             | 0             | 0           | 0           | 0    | 0    | 18     | 3      |
| Sheffield Wednesday              | 2007–2008 | 7    | 0    | 0             | 0             | 0           | 0           | 0    | 0    | 7      | 0      |
| Sheffield Wednesday              | Suma      | 7    | 0    | 0             | 0             | 0           | 0           | 0    | 0    | 7      | 0      |

## Osiągnięcia
Manchester United
- Młodzieżowy Puchar Anglii: 1995[4]
- Mistrzostwo Anglii: 2001[5]

Indywidualne
- Młody Piłkarz Roku Manchesteru United: 1996[5]
- Piłkarz Roku West Bromwich Albion: 2005[33]